# Myrmecocichla collaris
Myrmecocichla collaris là một loài chim trong họ Muscicapidae.